# 鈴木麻里子 (教育行政学者)
鈴木 麻里子（すずき まりこ、1972年3月14日 - ）は、日本の社会学者。流通経済大学のスポーツ健康科学部大学院 スポーツ健康科学研究科教授である。また、同大学の理事。

## 経歴
京都女子大学大学院文学研究科教育学博士前期課程修了。京都女子大学大学院文学研究科教育学博士後期課程単位取得満期退学。

## 所属学会
- 日本教育行政学会
- 関西教育行政学会
- 日英教育学会
- 龍ケ崎市教育委員会教育委員（2012～）

## 著書・論文・研究発表
- 『「学級経営論」の系譜からみた今日的課題』京都女子大学大学院・文学研究科研究紀要/教育学・心理学論叢2002
- 「英国メンタリング政策の実際－St. Bernadette’s Schoolを事例に－」教育行財政研究第31号（2004）
- 「株式会社立学校の設置と経営に関する比較調査研究」平成18・19年度科学研究費補助金（基盤研究（C）（一般））研究代表者　上田学
- 「拠点校指導教員のメンターとしての役割－教員を対象としたメンタリング－」流通経済大学論集vol.46, No.3（2011）
- 「初任者研修におけるメンタリング－教員を対象としたメンタリング－」流通経済大学スポーツ健康科学部紀要vol.5（2012）